# Venturi-effect

De druk bij 1 is hoger dan bij 2 (drukverschil is 'h') en de relatie met de stroomsnelheid is dezelfde als voor druk.

Een venturi is een doelbewust in een stromingkanaal voor vloeistof of gas aangebrachte vernauwing. Doordat het passerende medium een snelheidsverhoging ondergaat, ontstaat op die plek een drukverlaging: het venturi-effect. Bij bepaalde toepassingen, zoals een aspirator, kan door een in de venturi aangebrachte zijaansluiting gas of vloeistof worden aangezogen.
De drukverlaging (h) kan worden beschreven volgens de Wet van Bernoulli met de volgende formule (zie tekening);
{\displaystyle p_{1}-p_{2}={\frac {\rho }{2}}(v_{2}^{2}-v_{1}^{2})}. 
De venturi dankt zijn naam aan de Italiaanse natuurkundige Giovanni Battista Venturi.

## Toepassingen
- Airbrush
- Aspirator
- Bunsenbrander
- Carburateur
- Condensaatpot
- Lavalstraalpijp
- Vacuümpomp
- Verfspuit
- Waterstraalpomp